# Chelseaboots

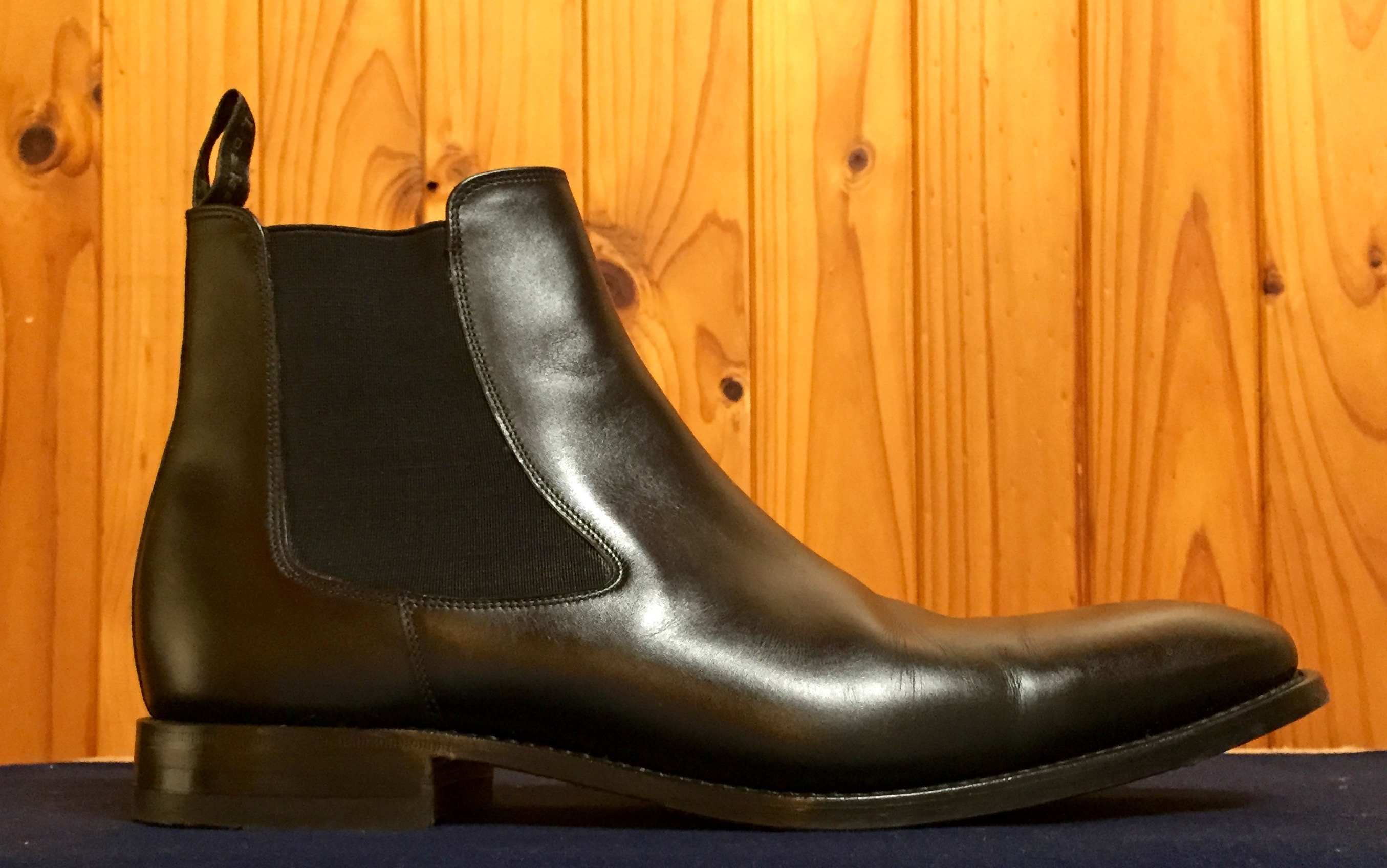
Loake "Hutchinson" Chelseaboot

Chelseaboots, även beatle boot, är ett stövelaktig skodon av läder eller mocka, brun eller svart med spetsig tå och låg klack. Det som utgör Chelseabootsens särart är dess söm över mitten av skon samt dess resår ovan ankeln. 
Skorna var mycket populära under 1960-talet; gruppen The Beatles bidrog stort till att göra dessa boots på modet under början av årtiondet.
Chelseabootsen är närbesläktade med Jodhpursen. Chelseaboots är en kommersialiserad beteckning på Jodhpurs.